# Чистяков, Андрей Николаевич
Андрей Николаевич Чистяков (4 января 1949, Ленинград — 29 ноября 2000, Москва) — российский дирижёр, народный артист Российской Федерации (1999).

## Биография
Окончил Ленинградскую консерваторию им. Н. А. Римского-Корсакова, ученик И. А. Мусина. В 1978—1988 гг. главный дирижёр Симфонического оркестра Свердловской филармонии, с 1988 г. дирижёр Большого театра. Одновременно в 1995 г. создал и возглавил Симфонический оркестр имени Рахманинова.
Среди записей Чистякова — в частности, три оперы Сергея Рахманинова («Алеко», «Франческа да Римини», «Скупой рыцарь»), фильм-балет «Возвращение Жар-птицы», включающий балеты «Шехерезада» Римского-Корсакова, «Петрушка» и «Жар-птица» Стравинского в постановке Михаила Фокина, возобновлённой Андрисом Лиепой, музыка Чайковского к сказке Островского «Снегурочка», вошедшая в издание записей композитора «Бриллиантовая классика».
Похоронен на Троекуровском кладбище.